# Suncor Energy
Suncor Energy ist ein kanadisches Unternehmen mit Sitz in Calgary. Das Unternehmen ist im Aktienindex S&P/TSX 60 gelistet. Suncor Energy fördert Erdöl unter anderem im Gebiet der Athabasca-Ölsande in Alberta und verkauft dieses an seine Kunden. Durch den Zusammenschluss mit Petro-Canada verfügt Suncor über ein Tankstellennetz von ca. 1700 Stationen.
Das Unternehmen beteiligte sich auch am australischen Stuart-Ölschieferprojekt.

## Geschichte
Die Sun Company Inc. wurde 1917, als Tochter der Sun Oil Company, in Kanada gegründet und lieferte Schmieröle, Kerosin und Spirituosen an die Kriegsfabriken im Raum Montreal. Zur gleichen Zeit arbeitet im Westen Karl Clark in einem Labor des Alberta Research Council in Edmonton an der Heißwasserextraktion, mit der Öl von Sand getrennt wird – ein Verfahren, das 1923 entwickelt wurde und noch heute angewendet wird. In Montreal wird 1919 die erste kanadische Niederlassung unter dem Namen Sun Company of Canada eröffnet. Heizöl und Benzin, das per Bahn aus den USA eingeführt wird, wird 1920 in die Produktlinie aufgenommen. Dr. Karl Clark beginnt 1923 mit der Trennung des Öls vom Sand und perfektioniert das Verfahren, das bis heute verwendet wird. Die Sun Company of Canada wird als Sun Oil Company Limited gegründet.
In Toronto, Montreal und Quebec City werden 1930 die ersten Tankstellen der Marke Sunoco eröffnet und 1934 wird der Firmensitz von Montreal nach Toronto verlegt. 1944 erwägt die Firma zum ersten Mal die Erschließung von Ölsandvorkommen fördert aber ab 1945 in Nova Scotia Öl über eine Ölbohrung.
Um die USA aus der Abhängigkeit von ausländischem Öl zu befreien, prüft die Sun Oil Company Inc. ab 1949 die Erschließung von Ölsand und gründet eine kanadische Produktionsabteilung in Calgary.
1952 wird der Bau einer Raffinerie, in Sarnia in Kanada erwägt, um den Bedarf an Produkten aus Mittelkanada zu decken. Die Anlage erhält 1953 das erste Erdöl und beginnt die Produktion, 1957 folgt kanadisches Erdöl. Die Sun Oil Company reduziert 1962 ihre Beteiligung an Sun-Canadian auf 55 %.
Im folgenden Jahr investiert Sun Oil fast eine Viertelmilliarde Dollar in das Projekt Great Canadian Oil Sands, die weltweit erste groß angelegte kommerzielle Ölsand-Tagebau- und -Raffinerie.  Es handelte sich um die größte private Einzelinvestition des Landes zu jener Zeit. 1964 beginnt der Bau.und wird 1967, mit Baukosten von 240 Mio. Kanadische-Dollar, abgeschlossen. Die Anlage hat eine Kapazität von 45.000 Barrel pro Tag. Im Jahr 1968 fließt dann das erste Öl von Fort McMurray entlang der Interprovincial Pipe Line from nach Sarnia.
1979 entsteht die Suncor durch den Zusammenschluss aller kanadischen Betriebe der Sun Company Inc. und Great Canadian Oil Sands. Die Provinz Ontario erwirbt 1981 einen 25 % an Sun Oil Company Inc. und im gleichen Jahr wird die Produktion durch eine 185 Millionen Dollar teure Erweiterung auf 58.000 Barrel pro Tag gesteigert.
1992 wird Suncor ein börsennotiertes Unternehmen und verlegt seinen Firmensitz 1995 nach Calgary um näher am operativen Geschäft zu sein. Das Wort „Energy“ wird 1997 dem Namen Suncor hinzugefügt, um die Fähigkeit des Unternehmens, eine breite Palette von Energieprodukten anzubieten, besser widerzuspiegeln. Ebenfalls 1997 nimmt Suncor den Handel an der New Yorker Börse auf. 1998 erfolgt die Inbetriebnahme von Werk 25, einer 200 Millionen Dollar teuren Erweiterung der Ölsandaufbereitungsanlage. In Fort McMurray wird Steepbank-Mine eröffnet. Nachdem 1998 der Antrag zur Entwicklung des Millennium Projekts eingereicht wurde, beginnt 1999 der Bau. Das Erweiterungsprojekt steigert die Ölsandproduktionskapazität auf 225.000 Barrel pro Tag bis 2002.
Im Jahr 2000 stellt das Unternehmen seine Pläne vor, bis 2005 100 Millionen Dollar in alternative und erneuerbare Energien zu investieren. Ebenso wird das erste In-Situ-Ölsandprojekt des Unternehmens angekündigt, das 2002 am MacKay River beginnt Bitumen zu gewinnen.
Suncor erwirbt 2003 die ConocoPhillips-Raffinerie in Commerce City, die Phillips-Tankstellen und die dazugehörigen Lager-, Pipeline- und Vertriebseinrichtungen. Im Jahr 2005 wird die Valero Energy Raffinerie nahe Commerce City hinzugekauft. In der Nähe von Sarnia wird mit dem Bau einer 120 Millionen Dollar teuren Ethanolanlage begonnen, die jährlich 200 Millionen Liter Ethanol produzieren soll, das dann Sunoco-Benzin beigemischt wird. Suncor kündigt sein drittes Windkraftwerk in Alberta in der Nähe von Taber (30 Megawatt) und sein erstes Projekt in Ontario in der Nähe von Ripley (76 Megawatt) an. 2007 beginnt der Bau der Anlage nahe Ripley.
Am 23. März 2009 geben Suncor und Petro-Canada ihre Absicht bekannt zu fusionieren und nach Prüfung durch die Wettbewerbsbehörden tritt die Fusion am 1. August in Kraft und schafft das größte Energieunternehmen Kanadas und das fünftgrößte Energieunternehmen Nordamerikas.
2011 erfolgt, nach vierjähriger Bauzeit, die Inbetriebnahme von Projekt Millennium, einer Erweiterung der Ölsandabbau-, -gewinnungs- und -veredelungsanlage. Die Kapazität verdoppelt sich auf 225.000 Barrel Öl pro Tag.
Suncor schließt sich mit Enbridge Inc. zusammen, um Saskatchewans erstes großes Projekt für erneuerbare Energien zu eröffnen – das SunBridge Wind Power Project (17 Windturbinen, die 11 Megawatt Strom erzeugen).
2013 veräußert Suncor den konventionellen Teil seines Erdgasgeschäfts in Westkanada an eine Partnerschaft zwischen Centrica plc und Qatar Petroleum International. Suncor und seine Joint-Venture-Partner genehmigen das Projekt Fort Hills, eines der besten unerschlossenen Ölsandabbaugebiete in der Athabasca-Region von Alberta. Miteigentümer von Fort Hills sind Suncor Energy, Total E&P Canada und Teck Resources Limited, Im Jahr 2016 schließt Suncor die Übernahme von Canadian Oil Sands Limited (COS) ab und erhöht seine Beteiligung an Syncrude von 12 % auf 48,74 %.

## Geschäftsfelder
Suncor fördert, produziert und liefert Energie aus verschiedenen Quellen, von Ölsand bis hin zu erneuerbaren Brennstoffen. Dazu teilt sich Suncor in 6 Business Areas auf.

### Oil sands
Suncor betreibt 5 Standorte der Ölsandgewinnung. Base plant, Fort Hills, Firebag, MacKay River und Syncrude. Der Bitumen wird in den Stätten auf zwei Arten gewonnen: im Bergbau und in-situ.
Im Base plant befinden sich zwei Minen und Förderbetriebe, Millennium und North Steepbank, integrierte Aufbereitungsanlagen sowie die zugehörige Infrastruktur für diese Anlagen und die Verbindungspipelines zwischen den Suncor Ölsand-Basisbetrieben und Syncrude. Der Betrieb startete hier 1967 und die Anlagen haben eine Fördermenge von 330.000 Barrel pro Tag.
Bei Fort Hills handelt es sich um einen Tagebaubetrieb mit Lkw und Schaufellader. Die Abläufe in Fort Hills ähneln im Wesentlichen denen anderer Ölsand-Basisabbau- und -Extraktionsanlagen; allerdings wird in Fort Hills ein paraffinischer Schaumbehandlungsprozess eingesetzt, um ein marktfähiges Bitumenprodukt zu erzeugen, das teilweise entkohlt ist, was zu einem hochwertigeren Bitumen führt, das weniger Verdünnungsmittel erfordert und keine Aufbereitungsanlagen vor Ort benötigt. Suncor hält einen Anteil von 68,76 % an Fort Hills und ist der Betreiber der Anlage. Die Produktionsrate liegt bei 194.000 Barrel täglich.
MacKay River war Suncors erste In-situ-Anlage und das zweite kommerzielle SAGD-Projekt (Steam Assisted Gravity Drainage), das jemals gebaut wurde. Es werden täglich 38.000 Barrel gefördert.
Als dritte kommerzielle In-Situ-Anlage mit dampfunterstützter Schwerkraftdrainage (SAGD), die in Alberta gebaut wurde, produzierte Firebag 215.000 Barrel täglich. Zur Anlage gehöre fünf Kraft-Wärme-Kopplungsanlagen. Diese erzeugen etwa 425 MW Strom. Überschüssiger Strom, der nicht für den Betrieb benötigt wird, wird in das Stromnetz von Alberta eingespeist.
Das Joint Venture Syncrude wurde 1964 gegründet und begann 1978 mit dem Abbau am Standort Mildred Lake. Die Fördermenge liegt bei 350.000 Barrel pro Tag.

### Exploration and production
Das Explorations- und Produktionsgeschäft (E&P) besteht aus Offshore-Aktivitäten vor der Ostküste Kanadas und in der Nordsee sowie aus Onshore-Aktivitäten in Libyen und Syrien.
Vor der Ostküste Kanadas werden 4 Ölfelder betrieben. Terra Nova, sowie die Felder Hibernia, White Rose und Hebron als Joint-Ventures.
Das 1984 entdeckte Terra Nova-Ölfeld, 350 Kilometer südöstlich von St. John’s, war das zweite, das auf den Grand Banks vor der Küste Neufundlands erschlossen wurde. Die Förderung aus dem Feld begann im Jahr 2002 mit dem Terra Nova Floating, Production Storage and Offloading (FPSO) Schiff. Dies war die erste Erschließung in Nordamerika, bei der die FPSO-Technologie in einer rauen Wetterumgebung mit Meereis und Eisbergen zum Einsatz kam.
Hebron ist ein Offshore-Ölfeld mit schätzungsweise mehr als 700 Millionen Barrel förderbaren Ressourcen. Das Feld wurde erstmals 1980 entdeckt und befindet sich vor der Küste von Neufundland und Labrador (NL) im Jeanne-d’Arc-Becken. Suncor ist mit 21 % an dem Projekt beteiligt.
Das Feld White Rose wird, in Kooperation mit Cenovus, eines ebenfalls in Calgary beheimateten Energieunternehmens, wie das Terra Nova Ölfeld, mit Hilfe eines FPSO-Schiffes betrieben. Es beinhaltet ca. 440 Millionen Barrel Rohöl und liegt ebenfalls im Jeanne-d’Arc-Becken.
In der Nordsee ist Suncor an zwei Projekten beteiligt, dem „Buzzard field“ und dem „Rosebank Project“. Buzzard ist das größte Ölfeld, das in den letzten 20 Jahren in der britischen Nordsee entdeckt wurde. Das Rosebank-Projekt befindet sich etwa 130 Kilometer nordwestlich der Shetland-Inseln in einer Wassertiefe von etwa 1.110 Metern (3.600 Fuß). Es wurde im Dezember 2004 entdeckt und gilt als eine der besten und größten noch unerschlossenen Ressourcen in der britischen Nordsee.
Seit Ende 2015 ist die Produktion in Libyen aufgrund der politischen Unruhen weitgehend eingestellt. Der Zeitpunkt der Rückkehr zu einem normalen Betrieb bleibt ungewiss.

### Refining
Suncor betreibt 4 Raffinerien, wobei hauptsächlich das aus dem eigenen Ölsand gewonnene Rohöl raffiniert wird.
- Edmonton 142.000 Barrel pro Tag. wird ausschließlich mit Rohstoffen aus Ölsand betrieben und produziert leichte Öle.
- Montreal: 137.000 Barrel pro Tag. Raffinerie produziert Benzin, Destillate, Asphalt, Schweröl, Petrochemikalien, Lösungsmittel und Ausgangsstoffe für Schmierstoffe. Eine nahe gelegene Schwefelaufbereitungsanlage sorgt für die Einhaltung der Umweltvorschriften und produziert 30–80 Tonnen Schwefel und 50–80 Tonnen Natriumbisulfit pro Tag
- Commerce City.: 98.000 Barrel pro Tag. Raffinerie produziert Benzin, Dieselkraftstoff und Asphalt
- Sarnia: 85.000 Barrel pro Tag. Die Raffinerie produziert Benzin, Kerosin, Jet- und Dieselkraftstoff

Darüber hinaus besitzt und betreibt Suncor 13 große Terminals für raffinierte Produkte in ganz Kanada sowie in Colorado (USA). Die Terminals befinden sich in Edmonton, Kamloops, Nanaimo, Port Moody / Burrard, Terrace, London, Oakville, Ottawa, Thunder Bay, Toronto, Saskatoon, Montreal und Rimouski.

### Low-carbon power
Die Ölsandanlagen Suncors arbeiten mit Kraft-Wärme-Kopplung. Die KWK-Anlagen wurden ursprünglich entwickelt, um Dampf und Strom für die Ölsandanlagen bereitzustellen. Insgesamt ist das Unternehmen an etwa 1.400 Megawatt (MW) an KWK-Kapazität beteiligt was es zu einem der größten unabhängigen Stromerzeuger Albertas macht.

### Supply and trading
Die Business Area „Suppy and trading“ ist das kommerzielle Kompetenzzentrum für Vertrieb und Marketing ausgewählter Energieprodukte, wie Rohöl, Erdgas, Schwefel und Petrolkoks und der dazugehörigen Dienstleistungen. Mit Niederlassungen in Calgary, Denver und London, werden verschiedene regionale nordamerikanische und globale Energiemärkte beliefert.

### Suncor and Petro‑Canada
Petro-Canada betreibt in Kanada mehr als 1.500 Tankstellen und 300 Petro-Pass-Großhandelsstandorte.
Im Jahr 2019 eröffnete Petro-Canada den Canada’s Electric Highway™, das erste Netz von Ladestationen für Elektrofahrzeuge in Kanada, das sich von der Ost- zur Westküste erstreckt.

## Raffinerien
- Commerce-City-Raffinerie, Commerce City (Colorado)